# 재인
재인(才人)은 고려 때 천민의 하나로 곡예(曲藝)·가무(歌舞)·음곡(音曲) 등을 일삼던 광대였다.
재인은 화척의 한 부류로서 일정한 주택이나 재산이 없이 떠돌아다니면서 온갖 재주를 부리거나 풍악을 하고 잡가(雜歌)를 부르고 춤을 추었다. 그리고 여가에는 사냥과 고리(柳器) 같은 간단한 수공업품을 만들어 팔며 생활하였다. 이들은 관적과 부역이 없었으며, 무복(巫卜)이나 창우(倡優)를 업으로 삼기도 하였으나, 때로 걸식(乞食)·절도·방화(放火)·살인 등을 감행했다. 또한 고려 말에는 왜구로 가장하여 약탈을 일삼기도 했다.

## 같이 보기
- 고려의 신분제도
- 화척